# Blackface

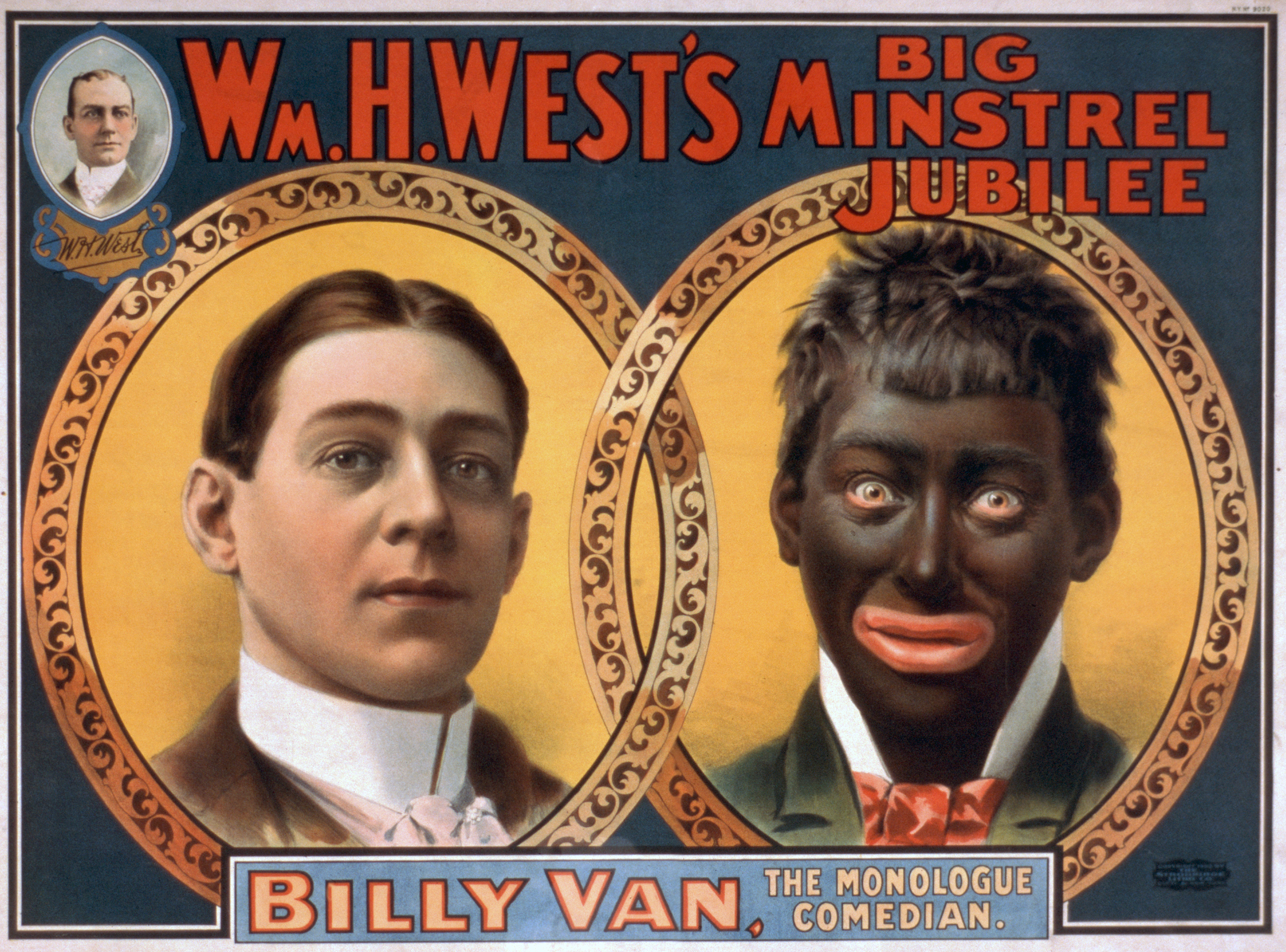
La trasformazione da "bianco" a "nero" nel manifesto di un Minstrel show del 1900 di William H. West.

Il blackface (lett. "faccia nera" in lingua inglese), in senso stretto, è uno stile di trucco teatrale, diffuso nel XIX secolo, che consiste nel truccarsi in modo marcatamente non realistico per assumere le sembianze stilizzate e stereotipate di una persona nera.
L'utilizzo del blackface si è gradualmente estinto negli Stati Uniti con il movimento per i diritti civili degli afroamericani di Martin Luther King, che negli anni sessanta ne denunciò i preconcetti razzisti e denigratori.
La stilizzazione era così evidente da permetterne l'uso, per assurdo, agli stessi neri, che parodiavano così se stessi o, meglio, ironizzavano in modo singolare e straniante sulle parodie dei bianchi da cui venivano imitati, ottenendo spesso il risultato di parodiare la parodia.

## Descrizione
Prese piede nel corso del XIX secolo negli Stati Uniti, dove fu utilizzato per evidenziare gli aspetti di alcuni stereotipi del razzismo americano, specialmente quello del cosiddetto happy-go-lucky Darky delle piantagioni o del dandismo coon.
Il Blackface in senso più ampio include spettacoli similmente stereotipati che possono anche non comprendere la necessità del trucco nero al viso.
Il Blackface fu un'importante tradizione recitativa del teatro americano per circa un secolo, a partire dal 1830. Divenne presto popolare anche in Europa, particolarmente in Gran Bretagna, dove la tradizione durò perfino più a lungo che negli Stati Uniti, comparendo nella TV di prima serata fino al 1978 e al 1981. Sia negli Stati Uniti che in Gran Bretagna, il Blackface era più comunemente usato nella tradizione recitativa dei Minstrel show, pur precedendola e sopravvivendo a lungo oltre il periodo d'oro di quest'ultima. Gli attori bianchi, per recitare in Blackface, usavano annerirsi la pelle con sughero bruciato e successivamente cerone nero o lucido per scarpe, esageravano con il trucco le dimensioni delle labbra, portando spesso parrucche di lana, guanti, frac, oppure abiti da straccioni per completare la trasformazione. Con il passare degli anni, perfino attori neri recitarono in Blackface.
Gli stereotipi personificati nei ruoli standard dei Blackface e dei Minstrel show giocarono un ruolo significativo nel radicarsi e nel proliferare di immagini e atteggiamenti razzisti e nella loro percezione in tutto il mondo. In alcuni ambienti le caricature che furono eredità del Blackface persistono fino al giorno d'oggi e sono causa di controversie ancora in corso.
Verso la metà del XX secolo, il cambiamento di atteggiamento verso il razzismo fece declinare fino alla scomparsa l'uso del trucco nero al viso, sia negli Stati Uniti che nel resto del mondo. Permane come artificio teatrale di uso molto limitato, soprattutto al di fuori degli Stati Uniti, e oggi è più comunemente usato come strumento di satira. Forse l'effetto più duraturo del Blackface fu il fatto di aver presentato un preannuncio della cultura afroamericana a una platea internazionale, sebbene attraverso una lente distorta. L'innovazione proveniente dall'appropriazione, dall'exploitation e dall'assimilazione della cultura afroamericana, tanto quanto le collaborazioni artistiche interetniche che vi derivano, furono solo un prologo ai lucrosi packaging, marketing e diffusione di espressioni culturali afroamericane e della miriade di forme derivate da essa che si riscontrano oggi nelle culture popolari di tutto il mondo.

## Storia

### "Esibire la Blackness" e la forma degli stereotipi razzisti

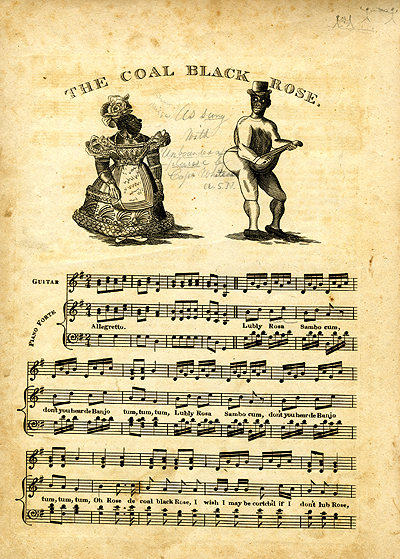
Partitura di Coal Black Rose (1830)

Non c'è accordo nell'individuare un singolo momento in cui sarebbe nato il Blackface. L'autore, giornalista e commentatore statunitense John Strausbaugh lo situa in quella tradizione dell'"esibire la negritudine per il divertimento degli spettatori bianchi" che risale come minimo al 1441, quando in Portogallo vennero messi in mostra alcuni prigionieri neri catturati in Africa occidentale. I bianchi interpretavano abitualmente i personaggi neri nel teatro elisabettiano e giacomino (vedi Teatro elisabettiano), e in modo eccellente in Otello (1604). Tuttavia, Otello e altre opere teatrali di questa epoca non implicavano l'emulazione e la caricatura di "alcune qualità considerate come innate per i neri, come quelle inerenti alla musicalità, alla naturale predisposizione per le attività atletiche", ecc., che Strausbaugh prevede come fondamentali per il Blackface. Lewis Hallam Jr., un attore bianco dell'American Company che utilizzò il Blackface, lo evidenziò come strumento di rappresentazione teatrale negli Stati Uniti quando interpretò il ruolo di "Mungo", un personaggio Nero ubriacone di The Padlock, una commedia britannica che fu rappresentata a New York, al John Street Theatre, il 29 maggio 1769. La pièce catturò l'attenzione del pubblico, e altri attori iniziarono ad adottare lo stile del personaggio.
Almeno a partire dal 1810, i clown Blackface erano già popolari negli Stati Uniti. L'attore George Washington Dixon si stava già costruendo la propria carriera teatrale con il Blackface nel 1828, ma fu un altro attore comico bianco, Thomas D. Rice, che fece conoscere diffusamente il Blackface. Rice presentò la canzone Jump Jim Crow accompagnata da una danza in un suo spettacolo teatrale del 1828 raggiungendo la celebrità, con essa, nel 1832.
(Dalla canzone Jump Jim Crow)

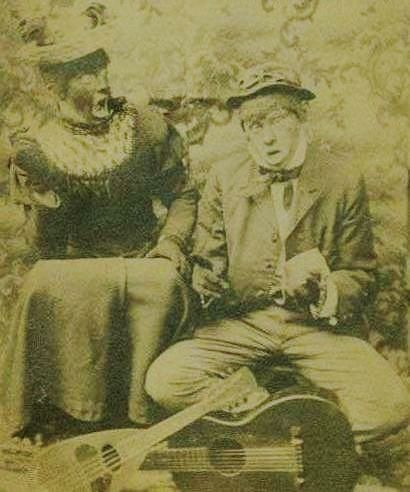
Questa cartolina, pubblicata intorno al 1908, mostra un duo minstrel di bianchi. Entrambi portano la parrucca e quello a sinistra è in Blackface.

Rice girò gli Stati Uniti recitando con lo pseudonimo di "Daddy Jim Crow". Il nome di Jim Crow fu in seguito legato agli statuti che codificarono la reintroduzione della segregazione e della discriminazione dopo la Ricostruzione.
Negli anni 1830 e nei primi anni 1840 dell'XIX secolo, la recitazione Blackface univa la parodia a canzoni comiche e danze agitate. Inizialmente, Rice e i suoi colleghi recitavano solo in locali abbastanza malfamati, ma quando il Blackface divenne popolare, ottennero di esibirsi negli entr'acte di spettacoli teatrali frequentati dall'alta società. Vennero sviluppati dei personaggi Blackface stereotipati: il buffone, il pigro, il superstizioso, il codardo, il lascivo, tutti personaggi che rubavano, mentivano patologicamente e parlavano storpiando l'inglese. I primi intrattenitori Blackface erano esclusivamente maschi, così gli attori uomini interpretavano anche donne nere, ritraendole spesso con modalità non attraenti e grottesche, oppure con tratti da matrone o in modo sessualmente provocante. Sui palcoscenici americani, intorno al 1830, quando il Blackface divenne popolare, era uno degli stereotipi comici più utilizzati, come quello dello Yankee astuto o dell'uomo di frontiera pronto a battersi contro tutto; alla fine del XIX e inizio del XX secolo, sui palcoscenici americani e britannici prosperavano le rappresentazioni di molti altri stereotipi comici, basati principalmente sull'etnia: l'ebreo connivente e venale; l'irlandese ubriacone e rissoso; l'italiano bisunto; il tedesco pesante e barboso; il contadinotto zotico e credulone.
Tra il 1830 e il 1840, gli attori Blackface recitavano soli o in duo, occasionalmente in trio; le compagnie itineranti che avrebbero caratterizzato più tardi il Blackface si diffusero solo più tardi, con il Minstrel show. A New York, nel 1843, Dan Emmett e i suoi Virginia Minstrels infransero lo status di entr'acte e rappresentarono il primo spettacolo di intrattenimento serale costituito esclusivamente da scene in Blackface.
E. P. Christy fece più o meno la stessa cosa, in apparenza in modo indipendente, poco prima, nello stesso anno, a Buffalo. I loro show, strutturati approssimativamente con i musicisti seduti in semicerchio, un suonatore di tamburello a un lato e un suonatore di strumenti ad ossa all'altro, posero i precedenti per quello che sarebbe presto diventato il primo atto di uno spettacolo Minstrel show standard composto da tre atti. Verso il 1852, gli sketch che erano stati parte degli spettacoli Blackface per decenni si espansero fino a diventare farse di un atto, che vennero utilizzate in seguito come terzo atto degli show.
Le canzoni del compositore del nord degli Stati Uniti Stephen Foster comparivano prevalentemente nei Blackface minstrel show, in quel periodo.
Benché scritte in dialetto e sicuramente politicamente scorrette per gli standard odierni, le sue ultime canzoni erano libere dal ridicolo e dal razzismo che qualificavano allora le altre canzoni del genere. I lavori di Foster parlavano di schiavitù e del Sud degli Stati Uniti, di solito con un sentimentalismo stucchevole da cui le platee dell'epoca erano tuttavia attratte.

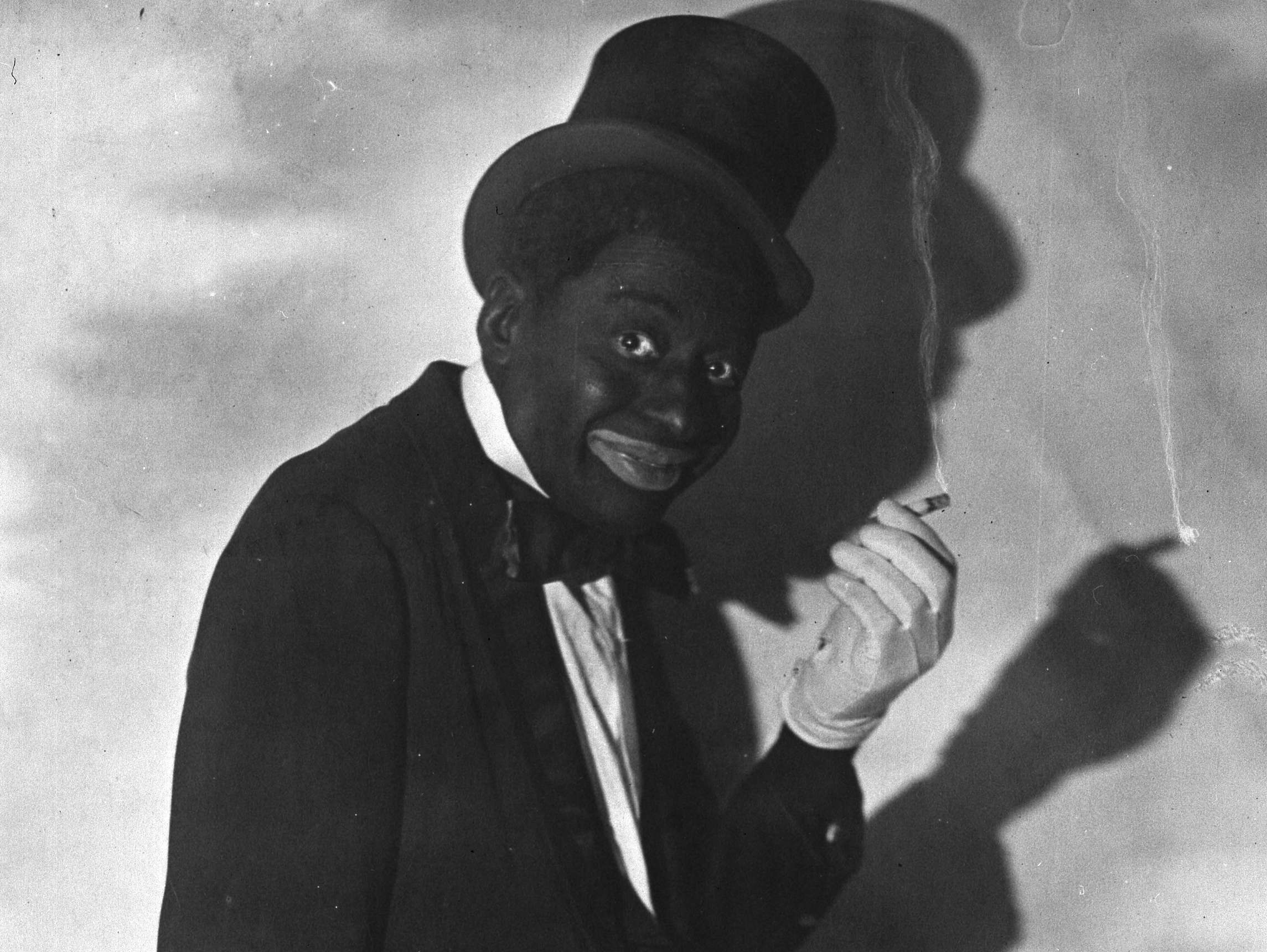
Bert Williams, uno dei più celebri attori Blackface.

Nei minstrel show dei bianchi recitavano attori bianchi che facevano finta di essere neri, suonando le loro versioni di musica nera e parlando i dialetti dei neri d'America. I minstrel show dominarono lo show business popolare degli Stati Uniti fin dopo il 1890, godendo di un gradimento di massa anche nel Regno Unito e in altre parti d'Europa. Mentre i minstrel show declinavano, il Blackface tornò alle sue antiche origini divenendo parte del vaudeville. Il Blackface venne rappresentato principalmente al cinema almeno fino agli anni trenta del Novecento e il "Blackface radiofonico" degli show di Amos 'n' Andy durò fino agli anni cinquanta. Nel frattempo, i minstrel show amatoriali delle compagnie dilettantesche proseguirono fino alla fine degli anni cinquanta.
Come risultato, il genere giocò un ruolo importante nel dare forma ai pregiudizi sui neri in generale, e sugli afroamericani in particolare. Alcuni sociologi affermarono che il Blackface fornì uno sfogo alla paura dei bianchi per l'ignoto e il diverso, e un modo socialmente accettabile per esprimere i loro sentimenti e paure riguardo alla razza e al controllo sociale.
Scrive Eric Lott in Love and Theft: Blackface Minstrelsy and the American Working Class, "La maschera nera offriva un modo di giocare con le paure collettive nei confronti di una diversità minacciosa, consentendo allo stesso tempo di mantenere un controllo simbolico su di essa."
Lo scrittore e umorista americano Mark Twain ricordava, vicino al termine della propria vita, gli show a cui aveva assistito da giovane:
()

#### Cinema
Durante gli anni trenta, numerosi attori molto noti di teatro e cinema si esibirono anche in Blackface. Tra gli attori bianchi che recitarono in Blackface in pellicole cinematografiche ci sono Al Jolson, Eddie Cantor, Bing Crosby e Judy Garland.
Nei primi anni del cinema, i personaggi neri erano interpretati, d'abitudine, da bianchi in Blackface. Nella prima versione cinematografica conosciuta di La capanna dello zio Tom (1903) tutti i ruoli principali di neri furono interpretati da bianchi in Blackface. Perfino nella versione del 1914, con l'attore afroamericano Sam Lucas nel ruolo di protagonista, utilizzava un bianco in Blackface nel ruolo di Topsy.
La nascita di una nazione (1915) di David Wark Griffith utilizzava attori bianchi in Blackface per interpretare tutti i principali personaggi neri, ma le reazioni contro il razzismo del film misero fine a questa pratica con i ruoli drammatici.
Successivamente, attori bianchi in Blackface sarebbero apparsi esclusivamente in commedie o in scene di ventriloquismo in scene di vaudeville o di spettacoli minstrel inserite all'interno di un film. Fatto che contrasta con l'abitudine detta whitewashing, che sarebbe durata ancora per decenni, di fare interpretare a bianchi truccati i ruoli di indiani d'America, asiatici, arabi, e così via.
Il trucco Blackface venne ampiamente eliminato anche dalle commedie girate negli Stati Uniti verso la fine degli anni trenta, quando la sensibilità pubblica riguardo alla razza iniziò a cambiare e il Blackface divenne via via sempre più associato al razzismo e al fanatismo. Tuttavia, la tradizione non si estinse immediatamente. La trasmissione radiofonica Amos 'n' Andy (1928–1960) costituì un genere di "Blackface audio", in cui i personaggi neri venivano interpretati da bianchi in modo conforme agli stereotipi da palcoscenico del Blackface. La convenzione del Blackface sopravvisse nei cartoni animati senza modifiche almeno fino agli anni cinquanta. Strausbaugh stima che circa un terzo dei cartoni animati MGM della fine degli anni quaranta «comprendeva un Blackface, un coon, o il personaggio di una mammy.» Bugs Bunny comparve in Blackface nel cartone animato del 1953 Southern Fried Rabbit.

### Bootlips
Bert Williams era l'unico membro nero degli Ziegfeld Follies quando iniziò a parteciparvi, nel 1910. Qui in Blackface, Williams era l'uomo di spettacolo afroamericano meglio pagato della propria epoca.
Intorno al 1840, anche attori afroamericani si esibivano in Blackface. Frederick Douglass scrisse nel 1849 di una compagnia, i Gavitt's Original Ethiopian Serenaders: "It is something to be gained when the colored man in any form can appear before a white audience." Douglass aborriva il Blackface e fu uno dei primi a scrivere contro l'istituzione del Blackface, condannandolo come razzista e inautentico.
Quando le compagnie di minstrel show di soli neri iniziarono a proliferare, intorno al 1860, furono spesso presentate come autentiche rappresentazioni della realtà. Questi minstrel di colore rivendicavano sempre di essere degli schiavi di recente liberazione (senza dubbio alcuni lo erano, ma la maggioranza no) e furono generalmente creduti. Questa presunzione di autenticità era una specie di trappola, con gli spettatori bianchi che li vedevano più come "animali allo zoo" che come artisti ben qualificati. A dispetto dei budget minimi e dei locali di poco conto in cui si esibivano, l'interesse del pubblico nei loro confronti li faceva rivaleggiare con le compagnie dei minstrel bianchi. Nel marzo del 1986, i Brooker and Clayton's Georgia Minstrels divennero la compagnia più famosa del Paese e quella più acclamata dalla critica.
Queste compagnie di colore, molte delle quali utilizzavano il nome di "Georgia Minstrels", focalizzavano la loro attenzione su materiale delle piantagioni, piuttosto che su più esplicite cronache sociali e stereotipi razzisti. Nell'esecuzione dell'autentica musica nera della tradizione percussiva e poliritmica dei pattin' Juba, quando gli unici strumenti musicali che i suonatori usavano erano le mani e i piedi, battendo le mani, dandosi pacche sul corpo, strascicando e sbattendo i piedi, le band nere eccellevano in modo particolare. Una delle compagnie minstrel nere di maggior successo fu la Sam Hague's Slave Troupe of Georgia Minstrels, diretta da Charles Hicks. Questa compagnia venne alla fine rilevata da Charles Callendar. The Georgia Minstrels girarono per gli Stati Uniti e all'estero e più tardi divennero noti come Haverly's Colored Minstrels.
A partire dalla metà degli anni settanta dell'800, mentre le compagnie bianche di Blackface diventavano sempre più raffinate e si allontanavano dalle rappresentazioni dei Neri, le compagnie di colore intrapresero la tattica opposta. La fama dei Fisk Jubilee Singers e di altri jubilee singers aveva dimostrato l'interesse dei bianchi settentrionali per la musica religiosa bianca così come era cantata dai Neri, specialmente per gli spiritual. Alcune jubilee troupes (compagnie, band da anniversari) si autodescrivevano come quasi-minstrel e adottavano perfino delle canzoni minstrel; nel frattempo le compagnie Blackface iniziarono ad adottare dapprima del materiale da anniversari, e in seguito una più ampia gamma di canzoni religiose dei Neri del Sud. Nell'arco di pochi anni, la parola "jubilee", originariamente utilizzata dai Fisk Jubilee Singers per distinguersi dai Blackface minstrels e per sottolineare il carattere religioso della loro musica, divenne poco più che un sinonimo di "canzoni delle piantagioni". Mentre i cantanti jubilee tentavano di ripulire la religione dei neri del Sud perché fosse consumata dai bianchi, i performer Blackface ne esageravano gli aspetti più esotici.
Le produzioni Blackface afroamericane comprendevano la commedia ed il comico con modalità autoparodianti. Nei primi tempi del coinvolgimento degli Afroamericani nelle rappresentazioni teatrali, i Neri non potevano recitare senza il trucco Blackface, non importava quanto scuri di pelle fossero. Le compagnie di Neri, intorno al 1860, violarono per una volta questa convenzione evitando di tingersi e stupendo gli spettatori con la gamma delle loro sfumature di colore. Tuttavia, le loro rappresentazioni rispettarono ampiamente gli stereotipi del Blackface.
Questi artisti neri divennero delle star all'interno della vasta comunità afroamericana, ma furono ampiamente ignorati o condannati dalla borghesia dei Neri. James Monroe Trotter, un afroamericano della classe media che li disprezzava per il loro "disgustoso modo di fare caricature" ma ammirava la loro "cultura fortemente musicale", scrisse nel 1882 che «i pochi… che condannavano i minstrel neri perché fornivano "aiuto e conforto al nemico" non li avevano mai visti recitare.» A differenza del pubblico bianco, quello nero riconosceva presumibilmente sempre il Blackface come una caricatura, ed ebbe il piacere di vedere la propria cultura osservata e riflessa, come sarebbe accaduto mezzo secolo più tardi nelle rappresentazioni di Moms Mabley.
A dispetto degli stereotipi razzisti rafforzativi, il menestrellismo Blackface costituiva un pratico e relativamente lucroso mezzo di sostentamento, se comparato ai lavori servili a cui la maggior parte dei Neri veniva relegata. A causa della discriminazione di quei tempi, “l'annerimento” costituiva un'opportunità singolare per attori, musicisti e danzatori afroamericani di mettere in pratica la loro abilità. Alcuni minstrel show, particolarmente quando rappresentati fuori dal Sud, riuscirono anche a prendere in giro le attitudini razziste e la doppiezza di quella parte della società dei bianchi che si dichiarava a favore della causa abolizionista.
Fu attraverso gli artisti Blackface, bianchi e neri che la ricchezza e l'esuberanza della musica afroamericana, l'umorismo e la danza, raggiunsero per la prima volta i grandi circuiti commerciali del pubblico bianco, negli Stati Uniti e all'estero. Fu attraverso il Blackface del minstrel che gli artisti afroamericani incominciarono a confluire nel canale principale dello show business d'America. Gli attori neri usavano le rappresentazioni Blackface per caricaturizzare il comportamento dei bianchi. Era anche un'assemblea pubblica a cui venivano sottoposte le gag a doppio senso a sfondo sessuale a cui i moralisti bianchi assistevano aggrottando le sopracciglia. C'era spesso un messaggio sottile dietro all'oltraggiosa messinscena vaudeville:
Con lo sviluppo del vaudeville, l'attore Bert Williams, nato ad Antigua, divenne il meglio pagato dei Florenz Ziegfeld e la sola star afroamericana.
Nel Theater Owners Booking Association (TOBA), un circuito di vaudeville di soli performer neri organizzato nel 1909, le rappresentazioni Blackface erano popolari. Chiamati in breve "Toby", i performer li indicavano anche come "Tough on Black Actors" (o, diversamente, "Artists" o "Asses"), perché i guadagni erano scarsi. Ancora, attori principali del TOBA come Tim Moore e Johnny Hudgins potevano guadagnarsi da vivere discretamente, e perfino a personaggi minori il TOBA procurò un lavoro costante e più desiderabile di quello che avrebbero potuto trovare altrove. Il Blackface fece da trampolino per centinaia di artisti ed intrattenitori, neri e bianchi, molti di cui avrebbero più tardi trovato lavoro in alte tradizioni recitative.
Ad esempio, una delle più famose star dell'Haverly's European Minstrels fu Sam Lucas, che divenne noto come "Grand Old Man of the Negro Stage". Lucas recitò più tardi nel ruolo principale nella versione cinematografica del 1914 di La capanna dello zio Tom. Dai primi anni trenta agli ultimi dei '40 il famoso Apollo Theater ad Harlem, a New York, presentò sketch in cui quasi tutti gli attori maschi neri si truccavano con un makeup Blackface e con enormi labbra dipinte di bianco, a dispetto delle proteste del NAACP sul fatto che fosse umiliante. I comici dicevano che si sentivano “nudi” senza di esso.
Il minstrel show fu saccheggiato dai performer neri nella sua forma originaria che gli avevano dato i bianchi, ma solo in quella generale. I Neri subentrarono in questa forma e la fecero propria, la professionalità di questo tipo di performance arrivò dal teatro dei Neri. I minstrel neri diedero a questi show una vitalità e un umorismo che gli show dei bianchi non avevano mai avuto. Come il critico della società dei Neri LeRoi Jones ha scritto:
L'attore minstrel nero non stava solamente prendendo in giro se stesso, stava prendendo in giro anche l'uomo bianco. Il significato del cakewalk è quello di caricaturizzare gli usi dei bianchi, mentre le compagnie teatrali dei bianchi tentavano di fare della satira sul cakewalk come se si trattasse di una danza dei Neri. Di nuovo, come LeRoi Jones annota:
Io trovo che l'idea dei minstrel bianchi in Blackface che fanno la satira di una danza che li caricaturizza contenga un notevole senso di ironia che, suppongo, sia il fulcro del Minstrel show.»
()

## Autenticità o contraffazione
Il grado con cui le rappresentazioni Blackface attingono all'autentica cultura e tradizione afroamericana è controversa. I neri, schiavi compresi, furono influenzati dalla cultura bianca, quella musicale compresa. Questo avvenne, sicuramente, con la musica religiosa fin dai primordi dei contatti tra le due culture.
Le cose si complicarono in seguito, una volta iniziata l'epoca del Blackface, quando qualche canzone minstrel cantata da bianchi in Blackface, indubitabilmente composta da professionisti insediati a New York (Stephen Foster, per esempio) fece ritorno alle piantagioni del Sud dove si fuse con la base della musica folk afroamericana.
Tuttavia, pare evidente che la musica americana degli inizi del XIX secolo fosse un intreccio di molte influenze, e che i Neri fossero del tutto consapevoli della tradizione musicale bianca, fino ad incorporarla nella propria musica.
I primi Blackface minstrel affermavano spesso che il loro materiale fosse in gran parte, o del tutto, autenticamente tratto dalla cultura afroamericana. Secondo John Strausbaugh, autore di Black Like You, tali rivendicazioni erano probabilmente inesatte.
Fu ben addentro al XX secolo che gli studiosi chiarirono il valore reale della questione. Constance Rourke, uno dei fondatori di quello che è oggi noto come un cultural studies, lo presunse ampiamente nel 1931. Nel movimento per i diritti civili degli afroamericani ci fu una forte reazione contro questo punto di vista, al punto di negare che il Blackface fosse nient'altro che una contraffazione del razzismo bianco.
Iniziando dal Blacking Up di Robert Toll (1974), una "terza onda" ha studiato sistematicamente l'origine del Blackface, tirandone fuori un'immagine sfumata. Il Blackface attinse, in realtà, dalla cultura afroamericana, ma la trasformò, stereotipandola e caricaturizzandola, rappresentando personaggi neri in modo spesso razzista.
Come si è detto, questo ritratto si fece perfino più complicato dopo la guerra di secessione, quando molti afroamericani divennero degli interpreti del Blackface. Essi attinsero parecchio da materiale appartenente alla tradizione degli schiavi, trasformandolo però il proprio istinto di interpreti professionisti, esagerando poi la rivendicazione dell'autenticità del materiale per gli stessi motivi addotti dagli interpreti bianchi.
Strausbaugh riassume quanto accadde in questo modo: "Alcune canzoni minstrel iniziarono come canzoni della tradizione folk dei Neri, furono adattate da interpreti Bianchi, acquistarono una grande popolarità, e furono in seguito riadottate dai Neri," scrive Strausbaugh. "Se la musica dei minstrel show o del Blackface fosse bianca o nera è del tutto opinabile. Era una mistura imbastardita -- come lo è la musica americana."

## IconografiaDarky

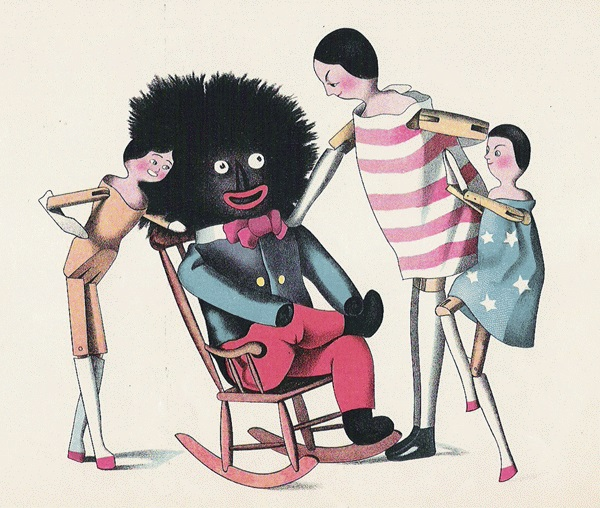
Il "Golliwogg" di Florence Kate Upton, del 1895, descritto come "il più nero degli gnomi, dall'aspetto orribile." Da notare la sua tenuta ufficiale da Minstrel.

La stessa icona Darky (occhi tipo googly eyes, pelle d'inchiostro, labbra esageratamente bianche, rosa o rosse e denti bianchi splendenti), divennero uno stilema dello spettacolo, della letteratura per bambini, di giocattoli e giochi di ogni genere, cartoni animati, fumetti, pubblicità, gioielli, tessuti stampati, cartoline, copertine di dischi, marchi commerciali di cibo e di altri beni di largo consumo.
Nel 1895 comparve in Gran Bretagna il personaggio di Golliwogg, opera dell'illustratrice di libri per bambini Florence Kate Upton, americana di nascita, che creò il suo Golliwogg ispirandosi ad una bambola di pezza che riproduceva un minstrel da lei posseduta da bambina negli Stati Uniti. "Golly", come più tardi sarebbe stata affettuosamente chiamata, aveva una faccia nero corvino, capelli selvaggi e lanosi, labbra rosse risplendenti e ostentati abiti da minstrel Blackface. La golliwog Britannica fece più tardi ritorno all'altra sponda dell'oceano Atlantico come bambola, servizio da tè, profumo per signora, e in una miriade di alter forme. La parola golliwog potrebbe perfino aver dato origine all'ethnic slur wog.

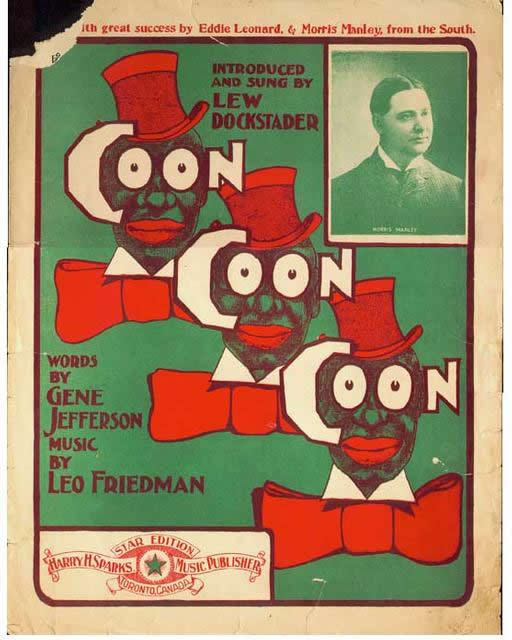
L'iconografia Darky illustrava frequentemente le copertine degli spartiti musicali dagli anni settanta dell'Ottocento fino agli anni quaranta del Novecento, ma scomparve praticamente del tutto negli anni cinquanta.

I cartoni animati realizzati negli Stati Uniti dagli anni trenta agli anni quaranta rappresentavano spesso personaggi in gag Blackface tanto quanto in altre caricature etniche. Il Blackface influenzò la creazione di personaggi come Mickey Mouse. "La capanna di zio Tom" della United Artists, uscito nel 1933, fu un cortometraggio basato su La capanna dello zio Tom con personaggi Disney (il titolo conteneva una corruzione di "melodrama", che prestava orecchio ai primi minstrel show del passato). Topolino, naturalmente, era già nero, ma i manifesti pubblicitari lo mostravano con esagerate labbra arancioni, con cespugliosi favoriti bianchi e con guanti di marca candidi.
Negli Stati Uniti, verso gli anni '50, la NAACP aveva iniziato a richiamare l'attenzione ad alcune rappresentazioni degli afroamericani e aveva iniziato una campagna per mettere fine agli spettacoli Blackface. Per decenni, le immagini Darky erano state viste tra i marchi di prodotti di largo consumo utilizzati quotidianamente, come il Picaninny Freeze (un marchio di cibi surgelati), la catena di ristoranti Coon Chicken Inn il dentifricio Darkie (poi ribattezzato Darlie) e lo spazzolone Blackman in Thailandia.
Con il successo finale del movimento per i diritti civili degli afroamericani  dei giorni nostri, fu messa fine a tale spudorata pratica di branding razzista e il Blackface divenne, negli Stati Uniti, un taboo.

## Manifestazioni moderne
Con il tempo, il Blackface e l'iconografia Darky entrarono a far parte delle ispirazioni artistiche e stilistiche dell'art déco e dell'età del Jazz. Intorno agli anni cinquanta e sessanta, in Europa in particolare, dove era maggiormente tollerato, il Blackface divenne una specie di outré, convenzione stilistica nell'ambito di alcuni circoli artistici. Il The Black and White Minstrel Show fu un popolare spettacolo di variety show britannico in cui recitavano attori in Blackface, e fu trasmesso dalla televisione inglese fino al 1978. Attori e ballerini in Blackface comparvero in videoclip come "Slave to the Rhythm" di Grace Jones (1985, anche parte del suo pezzo da tournée A One Man Show) e Puttin' on the Ritz di Taco (1984).
L'iconografia Darky, oggi considerata un taboo negli Stati Uniti, ancora persiste nel resto del mondo.
Quando il commercio e il turismo producono una confulenza di culture, portando diverse sensibilità verso il Blackface a contatto l'una con l'altra, il risultato può essere discordante. L'iconografia Darky è ancora popolare nel Giappone di oggi, ma quando il produttore di giocattoli giapponese Sanrio Corporation esportò una bambola ispirata ad un personaggio Darky (la bambola, Bibinba, aveva grosse labbra rosa e anelli alle orecchie) negli anni '90, le controversie che ne conseguirono consigliarono a Sanrio di sospendere la produzione.
Gli stranieri che visitano i Paesi Bassi tra novembre e dicembre rimangono talvolta scandalizzati alla vista di bianchi travestiti in Blackface nei panni di un personaggio noto come Zwarte Piet, che molti olandesi amano perché simbolo delle vacanze. Turisti in Spagna hanno espresso sgomento nel vedere "Conguito", un personaggio dalla pelle scura, piccolo e grassottello a tubby, come marchio commerciale di Conguitos, un produttore di dolciumi del gruppo Lacasa. In Inghilterra, "Golly", un personaggio golliwog, cadde in disgrazia nel 2001, dopo essere stato per quasi un secolo il marchio commerciale del produttore di prosciutto James Robertson & Sons.
Ma il dibattito sul fatto che golliwog debba essere bandito in ogni sua forma da ulteriori produzioni ed esposizioni commerciali, o debba essere mantenuto e custodito come icona dell'infanzia, non è ancora finito. Oggi le bambole golliwog stanno ricomparendo nei negozi di giocattoli di tutta la Gran Bretagna.. In Francia, il cacao Banania ancora utilizza un giovane ragazzo nero con grandi labbra rosse come proprio emblema.
L'influenza del Blackface sul branding e sulla pubblicità, tanto quanto la percezione e la rappresentazione dei Neri in generale, può essere riscontrata in tutto il mondo. Prodotti neri e marroni, in particolare, come la liquirizia e il cioccolato, rimangono tra i beni più frequentemente associati all'iconografia Darky.

### Gli Zwarte Piet olandesi e fiamminghi

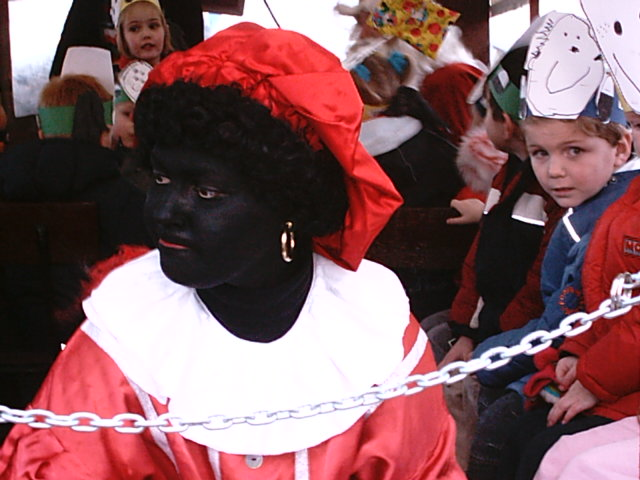
Una donna olandese con il costume di Zwarte Piet.

Nel folklore olandese e fiammingo Zwarte Piet, "Pierino il Nero", è il domestico di Sinterklaas, Santa Claus.
Si pensa che l'aggiunta di Zwarte Piet ai festeggiamenti di Saint Nicholas (Sinterklaas) abbia preso origine da un'usanza un'isola del Mare dei Wadden, dove una volta all'anno i ragazzi si truccavano le facce di nero e seminavano il terrore, per gioco, nelle strade.
L'annerimento del viso doveva servire a prendere le sembianze del diavolo, che si supponeva avere il volto nero. In passato, gli Zwarte Piet simboleggiavano il castigo dei bimbi cattivi contrapposto alla ricompensa di quelli buoni, ma questo aspetto si è via via ammorbidito a partire dalla metà del XIX secolo, e oggi la festa di Saint Nicholas del 5 dicembre è principalmente un'occasione per fare regali ai bambini. Gli Zwarte Piet hanno ereditato molta della classica iconografia Darky.
Accettati in passato senza problemi in una nazione etnicamente omogenea, oggi gli Zwarte Piet suscitano qualche controversia. La maggior parte delle persone li considera una tradizione da conservare e attende con impazienza l'arrivo della ricorrenza annuale, mentre altri, in particolare i turisti d'oltremare, li vedono come una caricatura razzista e teme che possa influenzare la percezione delle persone di colore dei bambini olandesi. Come risultato delle accuse di razzismo, alcuni olandesi hanno tentato di sostituire il trucco Blackface degli Zwarte Piet con pitture di colori alternativi, quali il verde e il rosso.

### I "Coons" di Città del Capo
Ispirati ai Blackface minstrels che visitarono Città del Capo, Sudafrica, nel 1848, ex schiavi giavanesi e malaysiani ripresero la tradizione minstrel, tenendo celebrazioni emancipative che consistevano in musica, danze, sfilate. Nella tradizione cakewalk afroamericana, le loro canzoni sono spesso una parodia dei loro vecchi padroni e della classe sociale privilegiata dei bianchi.
Queste celebrazioni alla fine si consolidarono in un evento di fine d'anno conosciuto come Il Coon Carnival di Città del Capo.
Oggi, i minstrel del carnevale sono soprattutto Afrikaans Coloured ("di razza mista"). Spesso truccati in una versione ridotta del Blackface che esagera solo le labbra, sfilano per le strade della città con costumi variopinti, in una celebrazione della cultura creola. I partecipanti omaggiano anche le radici afroamericane del carnevale, cantando spiritual e suonando jazz utilizzando strumenti tradizionali Dixieland, che comprendono ottoni, banjo, e tamburelli.
Con il tempo, i partecipanti al carnevale si erano abituati al termine coon e non lo consideravano un dispregiativo. Tuttavia, le autorità cittadine nel 2003 cambiarono il nome del Cape Town Minstrel Carnival per evitare di offendere i turisti. L'ex presidente del Sudafrica Nelson Mandela ufficializzò il carnevale nel 1986, ed è membro del Cape Town Minstrel Carnival Association, che presiede l'evento. Oggi vecchio ufficialmente più di cento anni, il carnevale è diventato una delle principali attrazioni turistiche, promosso ufficialmente dalle autorità turistiche nazionali. In ogni caso, il termine sudafricano Kaapse Klopse, che significa "Cape Town Carnival Troupes Festival", non ha un significato minimamente controverso.

### Gli Stati Uniti
Il Darky, o il "coon", archetipo del Blackface, rimane un persistente filo conduttore nella cultura americana. I cartoni animati che utilizzavano un'iconografia Darky venivano trasmessi regolarmente dalle televisioni degli Stati Uniti fino alla metà degli anni novanta, e possono essere visti su alcuni network come TCM.
Nel 1936, quando si ammalò l'interprete principale (Maurice Evans) della compagnia itinerante di Orson Welles che portava in tour Voodoo Macbeth, lo stesso Welles recitò temporaneamente nel ruolo truccandosi in Blackface.
Un esempio della passione nella cultura americana per le performance ai limiti del razzismo è dimostrata dal popolare duo Amos 'n' Andy, personaggi interpretati da due bianchi che si esibiscono in Blackface. Essi spogliarono gradualmente il makeup del Blackface durante le rappresentazioni dal vivo del 1929, pur continuando a parlare il dialetto. Questa passione per i confini del pittoresco si era ben affermata fin dall'inizio del secolo, e risaliva a prima della Guerra Civile.
A New Orleans, nei primi anni del Novecento, un gruppo di operai afroamericani fondò un club che sfilava nell'annuale parata del Martedì grasso, vestendosi da hobo e facendosi chiamare "The Tramps". In cerca di un'apparenza più colorita, si ribattezzarono in seguito "Zulus" copiando i loro costumi da una parodia Blackface recitata in un jazz club and cabaret di Neri del luogo. Il risultato è uno dei più conosciuti e straordinari krewes del Martedì Grasso, il Zulu Social Aid and Pleasure Club. Vestiti con gonne d'erba, cappelli a cilindro e con un esagerato trucco Blackface, gli Zulus di New Orleans sono tanto famosi quanto controversi.
L'abbigliamento Blackface era una volta parte tradizionale della annuale Mummers Parade di Philadelphia. Il crescente dissenso da parte di gruppi che sostenevano i diritti civili e l'offesa della comunità nera condussero alla messa al bando, nel 1964, del Blackface.
Nel 1959, il giornalista bianco John Howard Griffin utilizzò medicinali e trattamenti con lampade abbronzanti per scurirsi la pelle allo scopo di investigare il modo in cui gli Afroamericani vivevano nel profondo Sud. Ne uscì un bestseller, Black Like Me (1961), che ebbe una certa influenza nell'aiutare i bianchi americani a capire la realtà del Jim Crowismo nel Sud durante l'inizio dell'era dei diritti civili.
L'ex congressman dell'Illinois and House Partito repubblicano leader della minoranza Bob Michel provocò un po' di subbuglio nel 1988, quando nel programma televisivo USA Today ricordò teneramente i minstrel shows a cui aveva partecipato da giovane, manifestando il suo rincrescimento perché fossero passati di moda.
Nel 1993, l'attore bianco Ted Danson scatenò una tempesta di controversie quando comparve in una Friars Club roast in Blackface, recitando uno scabroso shtick scritto dall'allora sua compagna, l'attrice afroamericana Whoopi Goldberg. L'attore gay Chuck Knipp ha usato il Blackface per una pesante caricatura razziale ritraendo un personaggio chiamato "Shirley Q. Liquor" in un suo spettacolo di cabaret, abitualmente recitato per una platea di soli bianchi.
Il personaggio oltraggiosamente stereotipato di Knipp ha attirato le critiche e sollecitato le manifestazioni di attivisti Neri, gay e transgender.
Blackface e Minstrel show fanno anche da tema per il film di Spike Lee Bamboozled (2000). Racconta di un dirigente televisivo nero insoddisfatto che reintroduce il vecchio stile Blackface ed è disgustato dal successo che questo ottiene.
Sono accaduti vari "incidents" Blackface incendiari, in cui studenti di college bianchi hanno indossato abiti Blackface in probabilmente innocenti ma inopportune gags, oppure all'interno di un riconosciuto clima di razzismo e intolleranza nei campus. Questi incidenti accadono d'abitudine nel periodo di Halloween, in cui gli studenti spesso recuperano gli stereotipi razzisti.
Nel novembre del 2005, esplose una polemica quando il giornalista afroamericano Steve Gilliard pubblicò una fotografia al suo blog. L'immagine era quella del Governatore repubblicano del Maryland Michael S. Steele, allora candidato al Senato degli Stati Uniti. Era stata ritoccata con folte sopracciglia bianche e grandi labbra rosse. La didascalia diceva: "I's simple Sambo and I's running for the big house." Gilliard difese l'immagine, commentando che il conservatore Steele aveva "rifiutato di prendere le parti del proprio popolo."
Inoltre, articoli casalinghi che portano rappresentazioni di icone Darky, dal vasellame, al sapone, alle biglie, agli accessori per la casa, alle T-shirts, che continuano ad essere prodotte negli Stati Uniti e nel resto del mondo. Alcuni sono riproduzioni di artifacts, mentre altri sono i cosiddetti articoli "di fantasia", disegnati e prodotti dal nuovo per il mercato. C'è un prospero mercato di nicchia per questi articoli negli Stati Uniti, in particolare, quanto per i manufatti originali dell'iconografia Darky. Il valore dei pezzi di "negrobilia" è aumentato consistentemente a partire dagli anni '70.

## Altri contesti

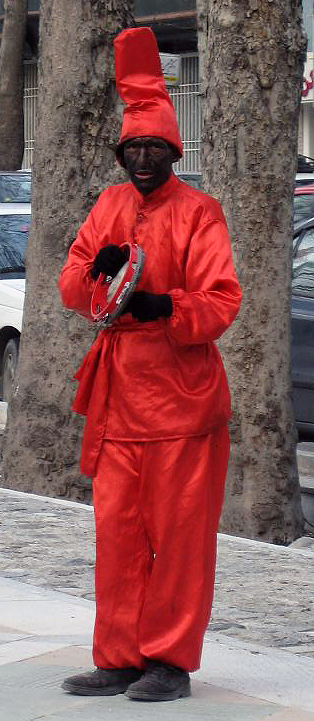
Un performer Hajji Firuz in una strada di Teheran

Durante le celebrazioni del Nowruz in Iran, Hajji Firuz i performers si scuriscono la pelle, e ciascuno "veste abiti molto colorati, abitualmente ma non sempre rossi, e sempre un cappello a volte lungo e a forma di cono. Le canzoni, molto tradizionali nel testo e nella melodia, sono molto corte e ripetitive".
Ci sono delle tradizioni recitative Blackface che non derivano da rappresentazioni di stereotipi razziali e non seguono i modelli Blackface. In Europa esiste un certo numero di danze e rappresentazioni folk in cui i visi neri rappresentano la notte, o l'arrivo delle lunghe notti associate a quello dell'inverno. In molti spettacoli folkloristici autunnali del Nord Europa le facce nere sono utilizzate ritualisticamente per placare le forze dell'inverno imminente.
Vi sono altre rappresentazioni simili, per esempio la figura del Rölar, presente nelle feste del carnevale Saurino Friulano. Questa figura trucca la faccia di nero, e talvolta anche una parrucca crespa. Il Rölar incorpora anche altri elementi spesso associati con raffigurazioni di Black Face, quale catene, vestiti sporchi, e un comportamento "demoniaco"—elementi presenti anche nelle rappresentazioni dello Zwarte Piet Olandese e Belga.
A Bacup, Lancashire, Inghilterra, le Britannia Coco-nut Dancers si scuriscono il volto. Alcuni ritengono che l'origine di queste danze può essere fatta risalire ai minatori Cornish dell'Inghilterra del nord, e le facce nere si riferiscono a quelle sporche dei minatori.
Nel film sovietico del 1976 Come lo Zar Pietro il Grande sposò il suo Moro (Сказ про то, как царь Пётр арапа женил), l'iconico cantante Vladimir Semënovič Vysockij recita nel ruolo del Moro in Blackface.

## L'eredità
Contrariamente alla propria interpretazione razzista, il Blackface fu il condotto attraverso cui la musica, la commedia e la danza afroamericane e di influenza afroamericana raggiunsero il grande circuito commerciale degli Stati Uniti. Il Blackface giocò un ruolo determinante per la presentazione della cultura afroamericana al pubblico mondiale. Lo storico del jazz Gary Giddings scrisse in Bing Crosby: A Pocketful of Dreams, The Early Years 1903-1940:
()
Come esempio specifico di ciò, da Showtime at the Apollo di Ted Fox:
()
Molte delle prime star del Paese, come Jimmie Rodgers e Bob Wills, erano veterani degli spettacoli Blackface. Più recentemente, lo show televisivo Americano di Country music Hee Haw (1969–1993) ebbe il format e molti dei contenuti di un minstrel show.
Le immense fama e redditività del Blackface furono testamento per il potere, il fascino e la vitalità commerciale non solo della musica e della danza dei Neri, ma anche del loro stile. Tutto ciò condusse a collaborazioni culturali incrociate, come scrive Giddings; ma, particolarmente in passato, ad uno spesso spietato sfruttamento e furto assoluto del genio artistico afroamericano da parte di artisti e compositori bianchi, agenti, promotori, editori e dirigenti di case discografiche.
Mentre il Blackface nel senso letterale ha giocato solo un ruolo minore nello spettacolo dei decenni recenti, molti scrittori lo vedono personificare l'appropriazione e l'imitazione della cultura nera che prosegue anche oggi.
Come prima evidenziato, Strausbaugh vede il Blackface come un punto focale della più antica tradizione del "displaying Blackness", l'evidenziare la negritudine. "To this day," scrive, "Whites admire, envy and seek to emulate such supposed innate qualities of Blackness as inherent musicality, natural athleticism, the composure known as 'cool' and superior sexual endowment" un fenomeno che egli considera facente parte della storia del Blackface.
Per oltre un secolo, quando gli interpreti bianchi volevano apparire sexy, (come Elvis o Mick Jagger), o di strada, (come Eminem); o hip, (come Mezz Mezzrow) si sono spesso rivolti allo stile di esecuzione, alla presenza scenica e ai personaggi afroamericani. I riferimenti della cultura pop e l'appropriazione culturale rivolti agli spettacoli e alla tradizione stilistica degli Afroamericani, che hanno spesso prodotto rilevanti profitti, è una tradizione che prende origine dai Minstrel show in Blackface.
L'impronta internazionale della cultura afroamericana è pronunciata nella sua profondità e larghezza, in espressioni indigene, tanto quanto in una miriade di spudoratamente mimetiche e più sottilmente attenuate forme. Questo "browning", à la Richard Rodriguez, della cultura popolare Americana e mondiale iniziò con il Blackface dei minstrel. È la continuità della diffusione dell'influenza afroamericana che ha molte espressioni prominenti, tra le quali l'ubiquità dell'estetica cool e della cultura hip hop.

## Pittura facciale e imitazione etnica
Altre tipologie di rappresentazioni che implicano la raffigurazione dell'etnicità sono la yellowface, in cui i performes assumono un'identità asiatica; brownface, per indiani o latinos non bianchi; e redface, per gli Indiani d'America. Whiteface, o paleface, è a volte utilizzato per descrivere attori non bianchi che recitano in parti di bianchi (ad esempio nel film White Chicks), anche se descrive più comunemente al trucco tradizionale dei clown o dei mimi.. Attori come Dooley Wilson, famoso per il ruolo di Sam, il pianista di Casablanca, si guadagnò il nome da palcoscenico di "Dooley" da un'interpretazione in whiteface di un irlandese.
Nel teatro folk e nel marionettismo dell'Africa dell'ovest esiste una tradizione di rappresentazione satirica dei bianchi d'Europa.
Gli attori vestono maschere e guanti bianchi. Nei festival Yoruba Egungun vengono prese in giro le troppo affettuose coppie di bianchi a causa dei loro comportamenti disdicevoli e ridicoli. Le immagini sono molto simili alle rappresentazioni dei coloni bianchi, a volte con una corrente di umorismo sotterraneo, realizzata con sculture di legno nelle stesse regioni.
In Thailandia, vi sono attori che si scuriscono il viso per interpretare the Negrito of Thailand in un'opera popolare del re Chulalongkorn (1868–1910), Ngo Pa, da cui sono stati tratti un musical e un film.